# Nicolas Vleughels
Nicolas Vleugels, souvent épelé Vleughels, né le 6 décembre 1668 à Paris et mort le 11 décembre 1737 à Rome, est un peintre français.

## Biographie
Fils de Philippe Vleughels, un artiste flamand spécialisé dans le portrait, le frère de Nicolas, Jacques-Philippe, est également peintre. Il fut l'élève de Pierre Mignard.
Nicolas concourt, en 1694, au prix de l'Académie, le sujet était Loth et ses filles sortant de la ville de Sodome. Il obtient le deuxième prix.
De 1703 à 1713, il vécut en Italie, trois ans à Rome, puis séjourna deux ans à Venise à partir de mars 1707. C'est dans cette ville qu'il rencontra la pasteliste Rosalba Carriera et qu'il se familiarisa avec cette technique. Il revint à Rome en 1709 et séjourna à Modène en 1712-1713.
Il est élu membre de l’Académie de peinture, le 31 décembre 1716 avec comme morceau de réception, le tableau Alexandre faisant peindre par Apelle sa maîtresse Campaspe.
Il cohabita avec Antoine Watteau de 1716 à 1718, dans le quartier Saint-Victor.

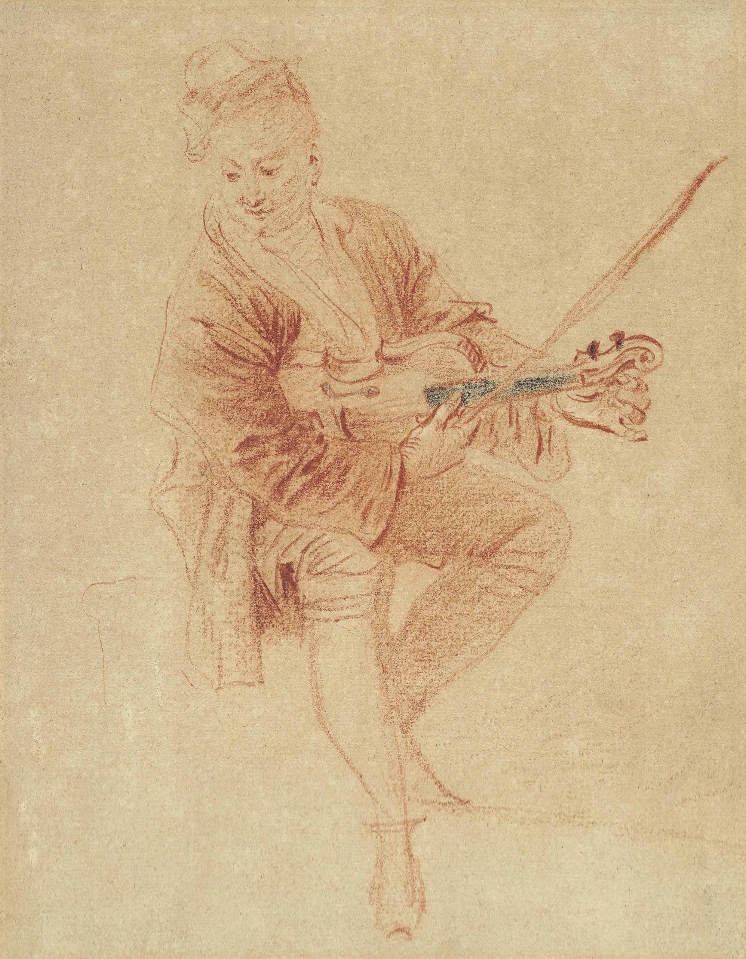
Portrait de Nicolas Vleughels accordant son violon
par Jean-Antoine Watteau

Il repart à Rome en 1725 pour y être nommé directeur de l’Académie de France. Il se marie avec Marie-Thérèse Gosset, belle-sœur du peintre Panini, en 1731.
Nicolas Vleughels fut nommé par le roi chevalier de Saint Michel. Étienne Jeaurat et Pierre Subleyras furent au nombre de ses élèves.

## Œuvres
Vleughels a traité des sujets liés à l'histoire sainte, à la mythologie et à l'histoire profane. Ses tableaux historiques et mythologiques réalisés dans le style baroque sont souvent influencés par les œuvres de Véronèse et généralement de petit format. Ses œuvres font aujourd’hui partie des fonds du Louvre et du musée des Beaux-Arts de Caen.
- Autoportrait (vers 1714), pastel sur traits de pierre noire, 27 × 21 cm, Musée du Louvre[6]
- Apelle peignant Campaspe dit aussi L'Amour indiscret (1716 morceau de réception à l'Académie), huile sur toile, 126 × 97 cm, Musée du Louvre[8]
- Alexandre cédant Campaspe à Apelle, Collection Motais de Narbonne
- Vulcain présentant à Vénus les armes d'Énée, Musée des Augustins de Toulouse.
- Diseuse de bonne aventure, musée d'Angers.
- Achille plongé dans le Styx.
- L'adoration des mages.
- Alceste délivré des enfers par Hercule.
- Apparition de Jésus à Marie.
- Le Bast.
- La Cène.
- Ecce Homo.
- L’Éloquence.
- L’Enfant Jésus en buste.

### Planches pour livres
- Costumes de femmes du peuple de Rome et des environs.
- Les Quatre Éléments, gravés par Louis Surugue, 1721.
- Le Bouclier d'Achille - Homère, livre XVIII, gravé par Martin Marvie[9].
- La Henriade de Voltaire, Londres, 1728, frontispices du chant quatrième (gravé par Nicolas-Henri Tardieu), du chant neuvième (gravé par Edme Jeaurat) et du chant dixième (gravé par Charles Dupuis).
- Les saisons.

## Galerie

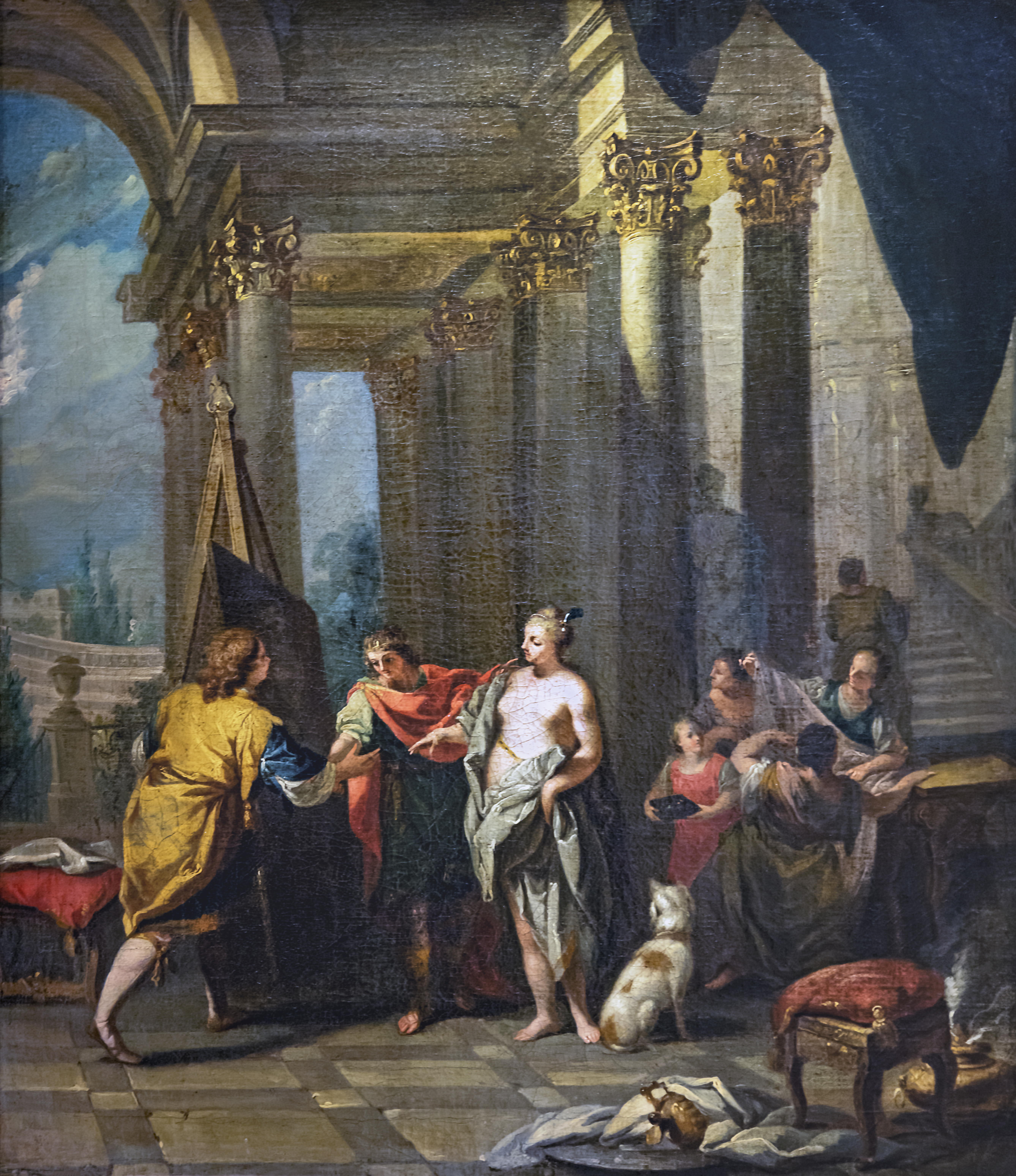
Alexandre cédant Campaspe à Apelle Collection Motais de Narbonne
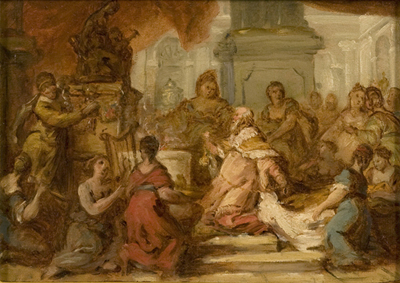
The Idolatry of Solomon
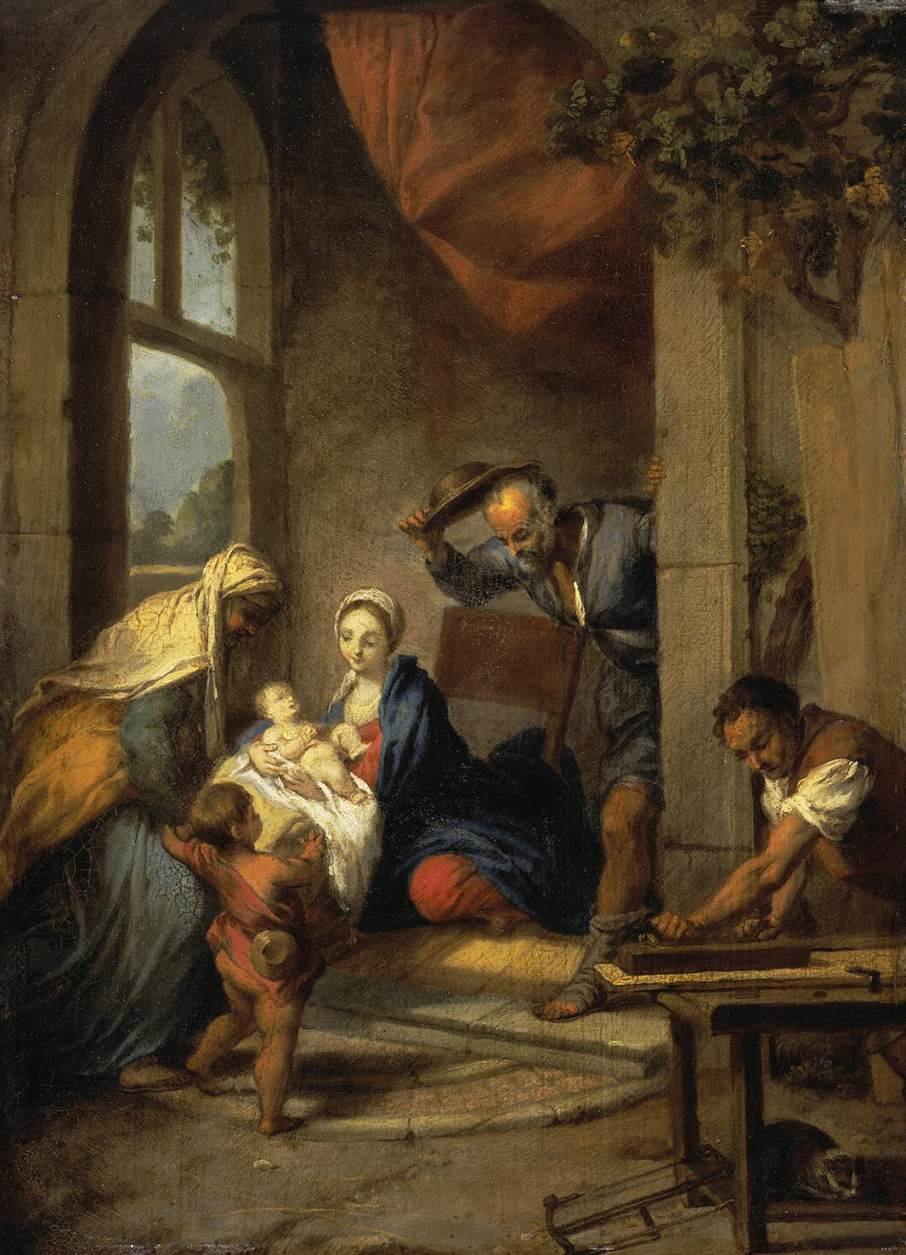
La sainte famille
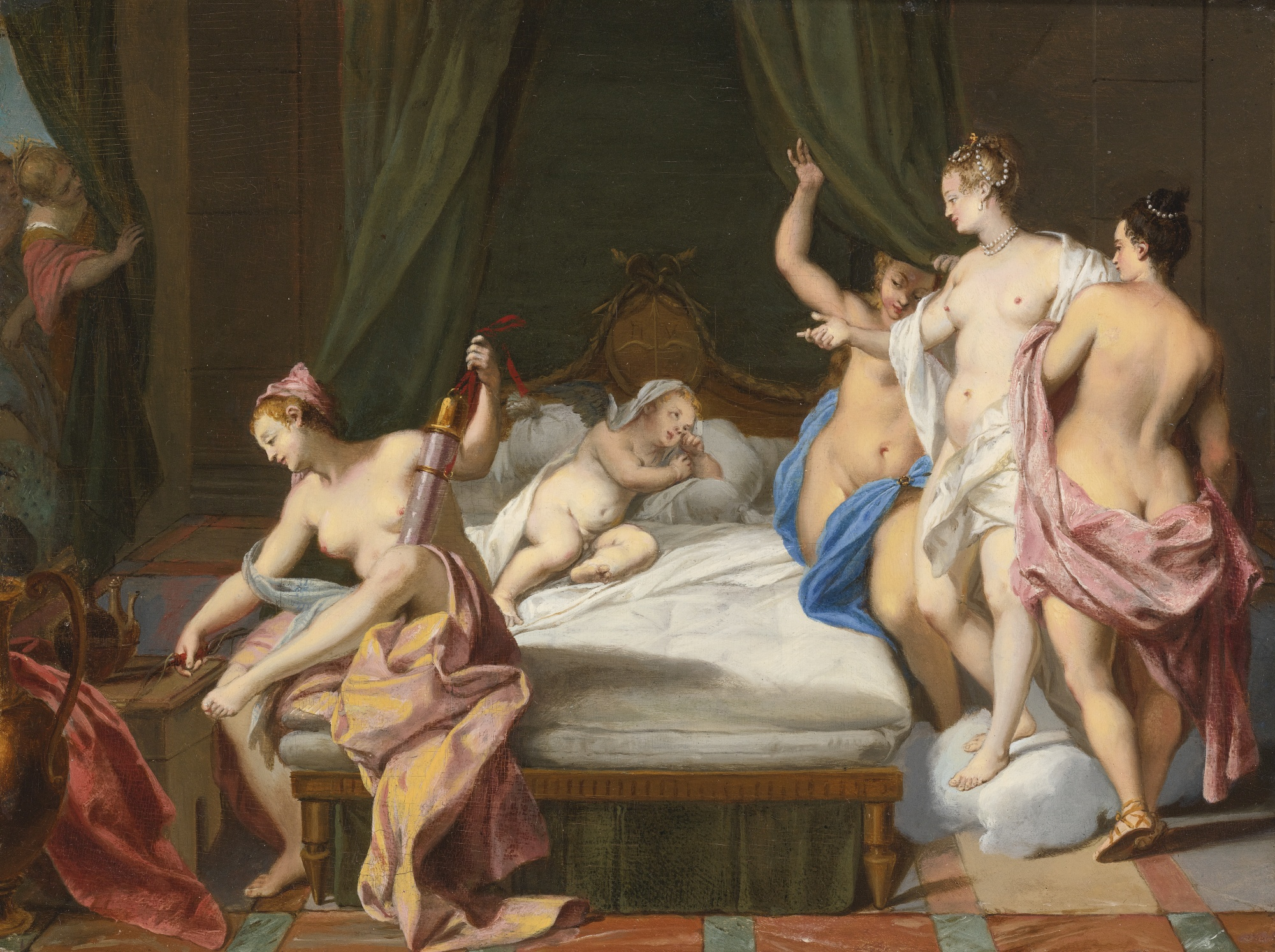
Vénus et les trois grâces 1725